# 겟백커스
겟백커스(GetBackers, ゲットバッカーズ -奪還屋-)는 아오키 유야가 저술하고 아야미네 란도가 그림을 그린 일본 만화 시리즈이다. 1999년 3월부터 2007년 2월까지 고단샤의 소년 만화 잡지 소년 만화 잡지에 연재되었으며, 단행본 39권으로 수집되었다. 줄거리는 잃어버린 모든 것을 되찾는 그룹인 "겟백커스"를 따른다.
2002년 10월부터 2003년 9월까지 TBS에서 애니메이션으로 제작된 49부작 애니메이션 TV 시리즈가 방영되었다. 라이선스는 2009년에 만료되었다.